# Berbinzana
Berbinzana (en euskera: Berbintzana) es un municipio y localidad española de la Comunidad Foral de Navarra, situado en la Merindad de Olite, en la comarca de Tafalla, junto al río Arga y a 50 km de la capital, Pamplona. El término municipal tiene una población de 674 habitantes (INE 2024).

## Geografía
La localidad de Berbinzana está situada en la parte central de la Comunidad Foral de Navarra dentro de la Zona Media de Navarra o Navarra Media a una altitud 316 m sobre el nivel del mar. Su término municipal tiene una superficie de 12,98 km² y limita al norte con elmunicipio de Larraga, al este con el de Tafalla, al sur con el de Miranda de Arga y al oeste también con Larraga. Además, es el único pueblo de la comarca situado en un barranco, lo cual hace imposible verlo desde ninguno de los pueblos de alrededor.

## Historia
En 1416 los reyes Juan y Blanca la hicieron villa realenga, franca y noble. El príncipe Carlos de Viana en 26 de febrero de 1459 confirmó este privilegio y en atención a la amenidad del sitio y a la abundancia de caza y pesca, mandó edificar un palacio. Posteriormente Juan de Labrit en 26 de abril de 1507 confirmó las mismas gracias y la de tener ocho días de feria en cada año, mercado el primer miércoles del mes, y le señaló por armas en campo de oro un pie de ragro con sus franjas de sinople, y asiento en cortes. 
En efecto, a 8 de julio del año de 1508 asistió un diputado a las que se celebraron en Tafalla y se asentó después del de la villa de Mendigorria. Habiéndose opuesto al goce de este privilegio el fiscal y patrimonial del reino, consiguió la villa tres sentencias conformes a su favor, y la última definitiva dada en Pamplona a 5 de noviembre de 1580. El condestable de Lerin pretendía tener algún derecho sobre esta villa y su barrio, pero se le negó por sentencia del mes de agosto de 1547.
Hacia mediados del siglo XIX, la villa tenía contabilizada una población de 494 habitantes. Aparece descrita en el cuarto volumen del Diccionario geográfico-estadístico-histórico de España y sus posesiones de Ultramar de Pascual Madoz de la siguiente manera:

BERVINZANA: v. con ayunt. en la prov., aud. terr. y c. g. de Navarra, part. jud. de Tafalla (2 leg.), dióc. de Pamplona (5 1/2), arciprestazgo de la Ribera. sit. á la der. del r. Arga en un llano, donde principalmente la combaten los aires del N. y E.; el clima templado y algo propenso á fiebres gástricas. Tiene 130 casas: la consistorial en la que está la cárcel, una escuela de primeras letras dotada con 1.742 rs. anuales, á la cual asisten 59 niños de ambos sexos, un edificio bastante capaz llamado vulgarmente la Bobedaza; igl. parr. dedicada á la Asuncion de Ntra Sra., servida por un cura y un beneficiado, 1 ermita bajo la advocacion de San Pedro, sit. á corta dist. del pueblo en el camino que conduce á Miranda; y un paseo denominado de la Serna el cual aunque sin arbolado, es bastante divertido y á propósito para el recreo de los hab. Confina el térm. N. Larraga (200 pasos); E. Tafalla (1 leg.), S. Miranda (3/4), y O. Lerin (1). Le cruza el espresado r. Arga que pasa por las inmediaciones de la v. y tiene un puente de maromas de alambre construido en 1845, sirviéndole de estribos ó machones los mismos que quedaron del ant. puente, arrollado por una de las grandes avenidas de años anteriores: sus aguas tomadas desde la presa de Mendigorria, sirven para el riego de este térm., y para dar impulso á un molino harinero, criándose en ellas esquisitos barbos y otros peces. El terreno es muy llano y compuesto de arcilla y arena. Atraviesa el térm. el camino que desde la barca de Villafranca y Peralta va á enlazarse on Puente la Reina con la carretera de Logroño á Pamplona. El correo se recibe 2 veces á la semana de la administracion de Tafalla por medio de balijero. prod.: trigo, cebada, avena, vino, legumbres, hortaliza y frutas; hay ganado lanar churro y mular preciso para las labores, y alguna caza de volateria. pobl.: 125 vec., 494 alm. riqueza prod. 182,870 rs. En 1416 los reyes D. Juan y Doña Blanca la hicieron v. realenga, franca y noble. El príncipe D. Carlos de Viana en 26 de Febrero de 1459, confirmó este privilegio: en atencion á la amenidad del sitio mandó construir un palacio. Posteriormente D. Juan de Labril en 26 de abril de 1507 confirmó las mismas gracias, la de tener 8 dias de feria cada año y mercado el primer miércoles de cada mes. El condestable de Lerin pretendia tener derecho sobre esta v., pero se le negó por sentencia dada en agosto de 1547.
(Madoz, 1846, p. 283)

## Demografía
Berbinzana cuenta con una población de 674 habitantes (INE 2024).
| Gráfica de evolución demográfica de Berbinzana entre 1842 y 2021                                                    |
| |
| Población de derecho según los censos de población del INE Población de hecho según los censos de población del INE |

## Administración y política
| Partido político                         | 2019  | 2019       | 2015  | 2015       | 2011  | 2011       | 2007  | 2007       | 2003  | 2003       | 1999  | 1999       | 1995  | 1995       | 1991  | 1991       |
| Partido político                         | %     | Concejales | %     | Concejales | %     | Concejales | %     | Concejales | %     | Concejales | %     | Concejales | %     | Concejales | %     | Concejales |
| Por Berbinzana (PB)                      | 65,40 | 5          | —     | —          | —     | —          | —     | —          | —     | —          | —     | —          | —     | —          | —     | —          |
| Navarra Suma (NA+)                       | 30,81 | 2          | —     | —          | —     | —          | —     | —          | —     | —          | —     | —          | —     | —          | —     | —          |
| Unión del Pueblo Navarro (UPN)           | —     | —          | 61,29 | 7          | 56,40 | 4          | 47,45 | 3          | 51,42 | 4          | 51,07 | 4          | 45,67 | 4          | 39,34 | 3          |
| Partido Socialista de Navarra (PSN-PSOE) | —     | —          | —     | —          | 34,38 | 3          | 49,29 | 4          | 44,42 | 3          | 41,45 | 3          | 21,36 | 1          | 21,31 | 1          |
| Unidad Popular de Izquierdas (UPI)       | —     | —          | —     | —          | —     | —          | —     | —          | —     | —          | —     | —          | 31,12 | 2          | 38,25 | 3          |

## Símbolos
El escudo de armas del lugar de Berbinzana tiene el siguiente blasón:

Trae de azur y una imagen de Santa María de oro, bajo templete del mismo metal.

Estas armas le fueron concedidas por la Diputación Foral de Navarra cuando la villa tomó el acuerdo de hacer una nueva bandera con armas propias, a fin de asistir a la coronación de Santa María la Real. Figuran en las vidrieras del Palacio de Navarra.

## Cultura

### Deporte
El equipo de fútbol de la localidad es el Club Deportivo Injerto, que milita en el grupo 1 de la categoría Primera Autonómica de Navarra.

### Fiestas
- Ángel de la Guarda: 1 de marzo
- San Isidro: 15 de mayo
- La Bajada del Arga: domingo antes de fiestas de agosto
- Fiestas de agosto: inicio 14 de agosto- fin 19 de agosto
- Fiesta de la juventud: primer fin de semana de diciembre